# Late Night Feelings (canção)
"Late Night Feelings" é uma canção gravada pelo produtor britânico Mark Ronson, que conta com os vocais da cantora sueca Lykke Li. Lançada em 12 de abril de 2019 como segundo single, é a faixa-titulo do álbum homônimo de Mark.
Segundo Alex Petridis, do jornal britânico The Guardian, a canção "entrega um antigo truque de música disco cuja intenção é soar eufórica e ardente'.

## Histórico de lançamento
| Região | Data                | Formato(s)                  | Versão(es)             | Gravadora(s) | Ref.  |
| ------ | ------------------- | --------------------------- | ---------------------- | ------------ | ----- |
| Mundo  | 12 de abril de 2019 | Download digital, streaming | Original               | Columbia     | [ 3 ] |
| Mundo  | 26 April 2019       | Download digital, streaming | Remix de Krystal Klear | Columbia     | [ 4 ] |
| Itália | 10 de maio de 2019  | Contemporary hit radio      | Original               | Sony         | [ 5 ] |
| Mundo  | 10 de maio de 2019  | Download digital, streaming | Remix de Jax Jones     | Columbia     | [ 6 ] |
| Mundo  | 24 de maio de 2019  | Download digital, streaming | Remix de Channel Tres  | Columbia     | [ 7 ] |